# Pick-Sloan Missouri Basin Program

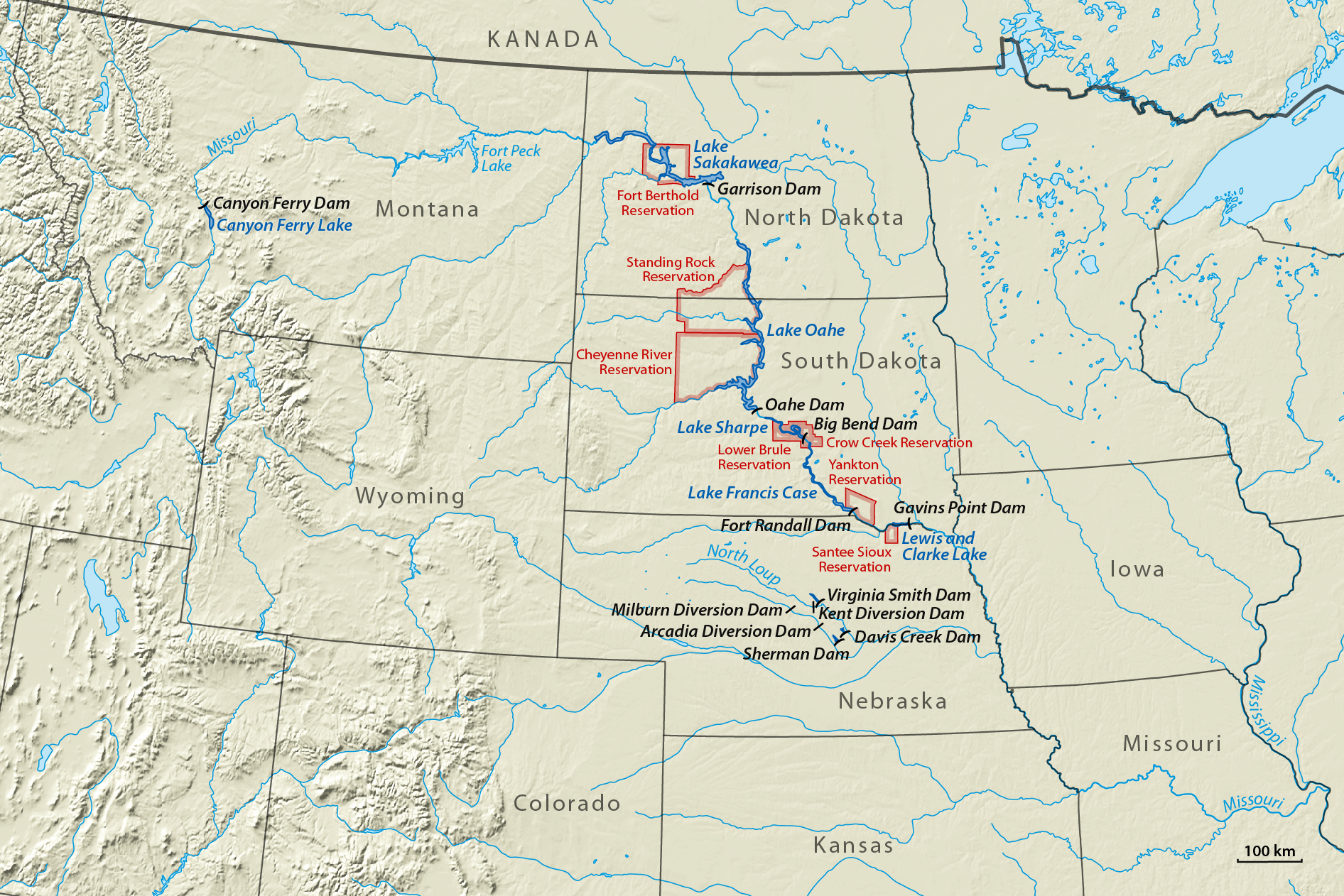
Verlauf des Missouri River von Montana bis Missouri mit den Staudämmen des Pick–Sloan-Programms sowie den sieben von Überflutungen betroffenen Indianerreservaten (rot)

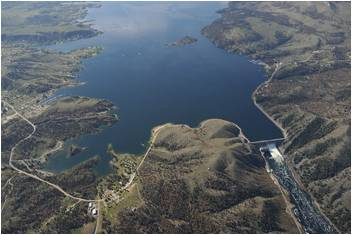
Canyon Ferry Lake in der Nähe von Helena und Townsend in Montana

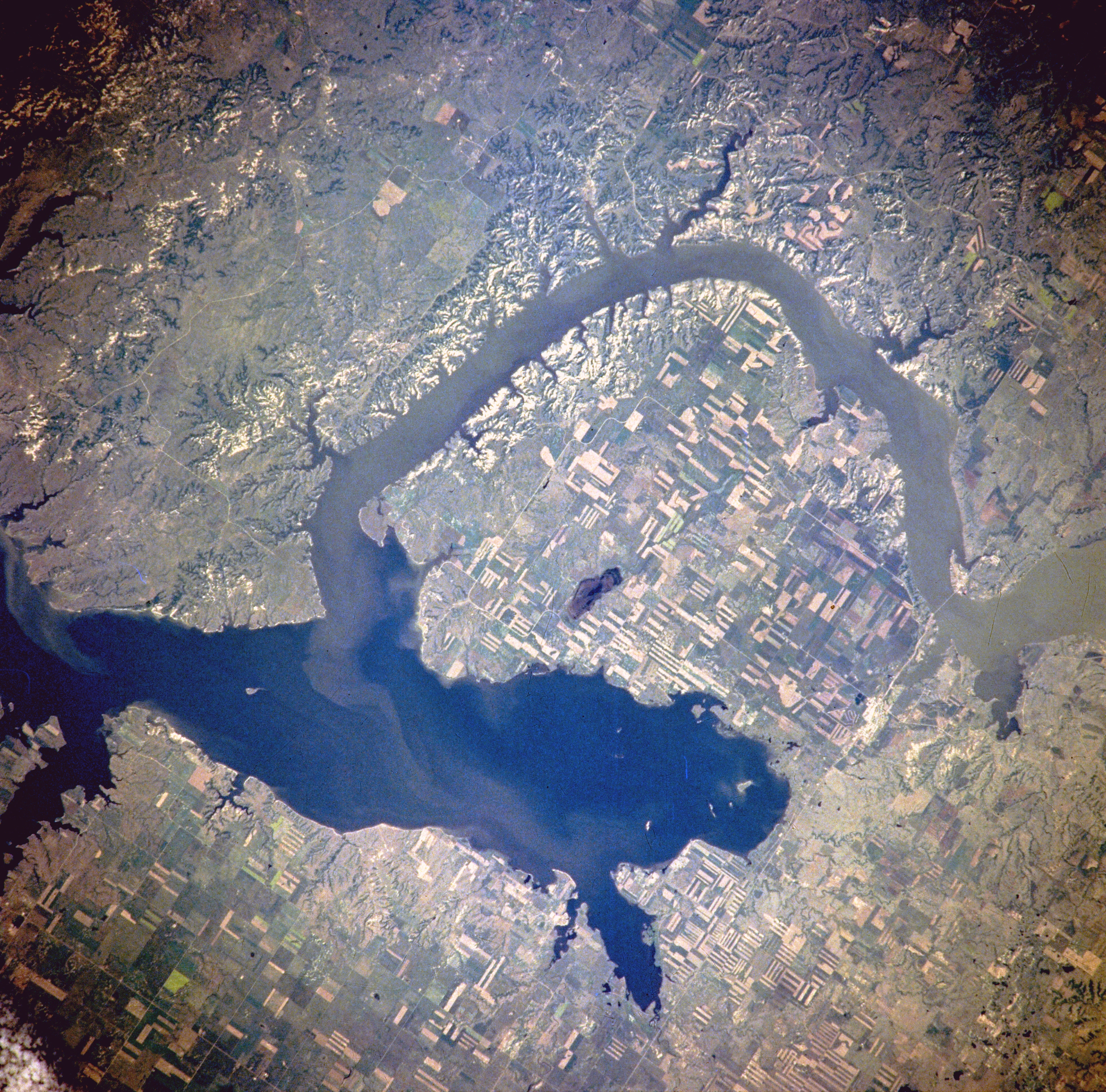
Garrison-Dam und Lake Sakakawea in der Nähe von Garrison in Nord-Dakota, nahe der Fort Berthold Reservation

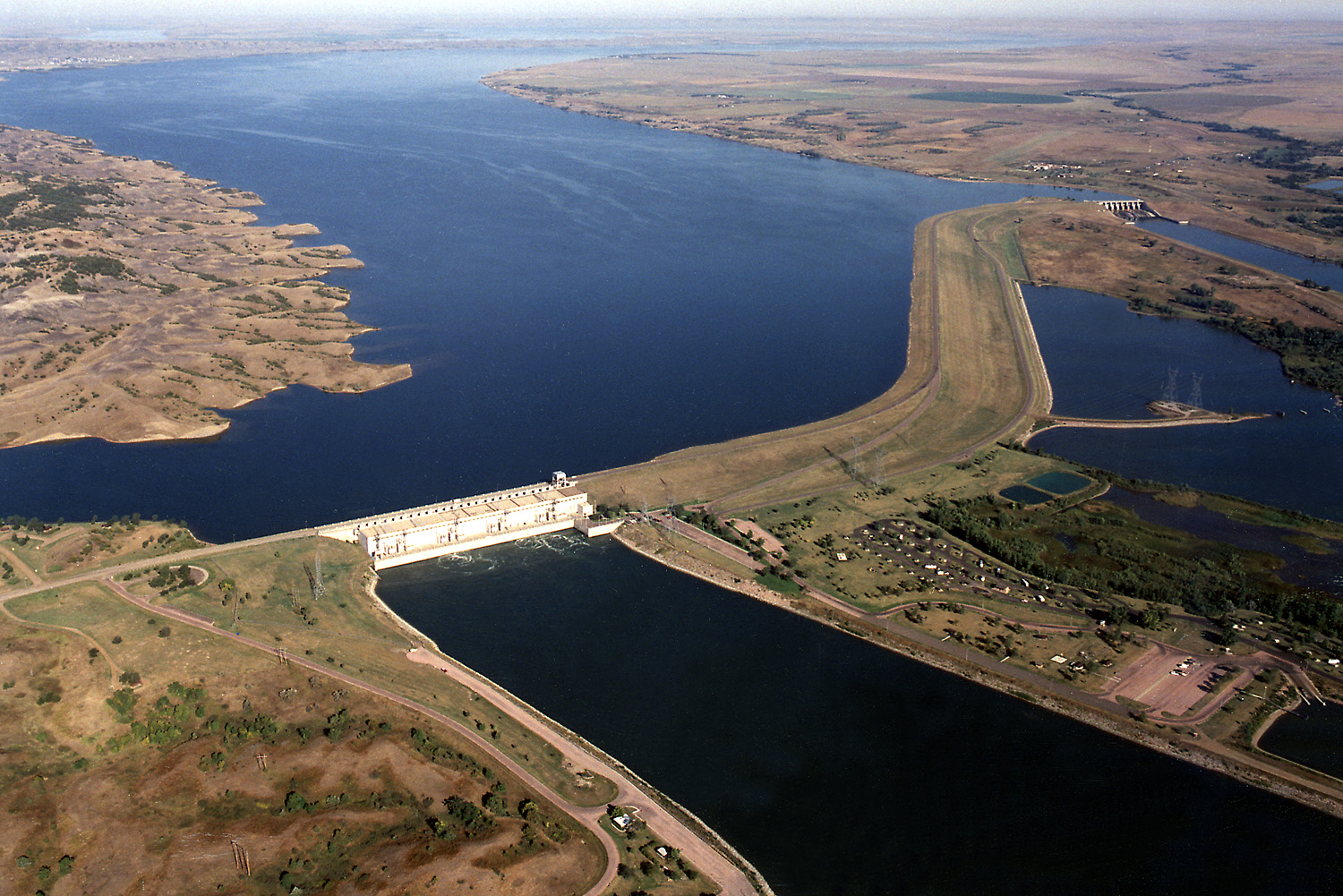
Big Bend Dam und Stausee Lake Sharpe in der Nähe von Fort Thompson, South Dakota, nahe der Crow Creek Reservation und der Lower Brule Reservation

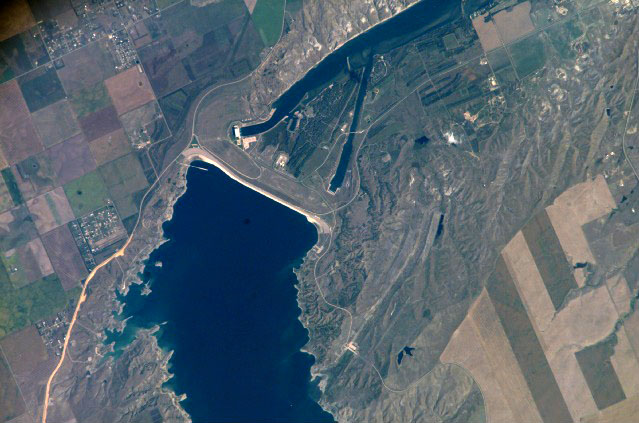
Staudamm und Stausee Lake Oahe in der Nähe von Pierre, South Dakota, nahe der Cheyenne River Reservation, der Standing Rock Reservation und der Fort Berthold Reservation. Aufgenommen von der ISS.

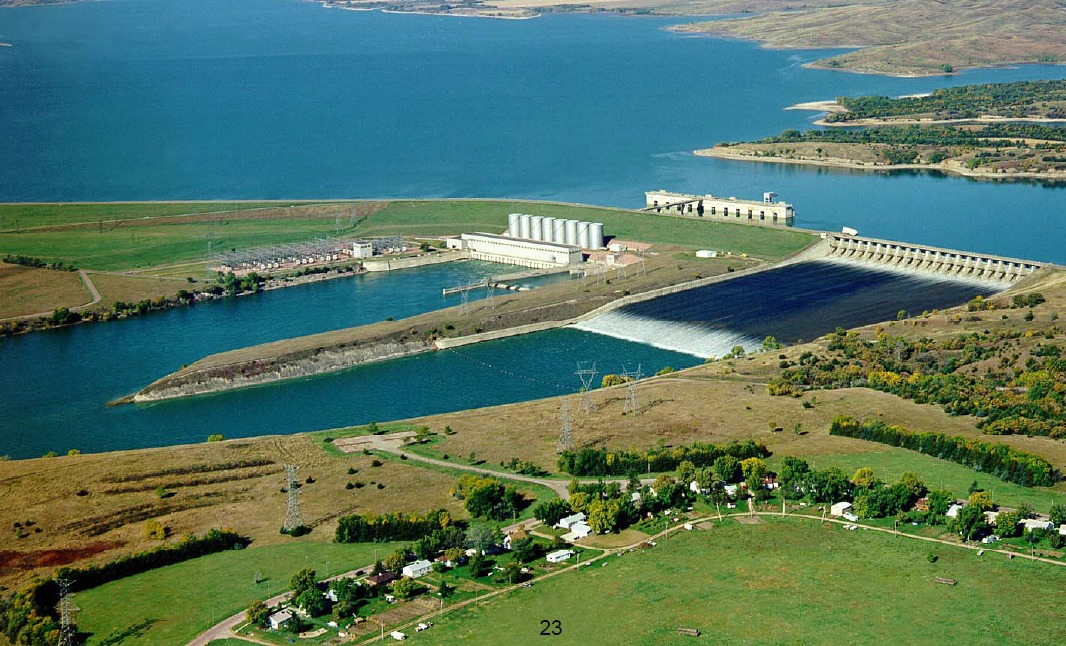
Die Fort-Randall-Talsperre und der Stausee Lake Francis Case

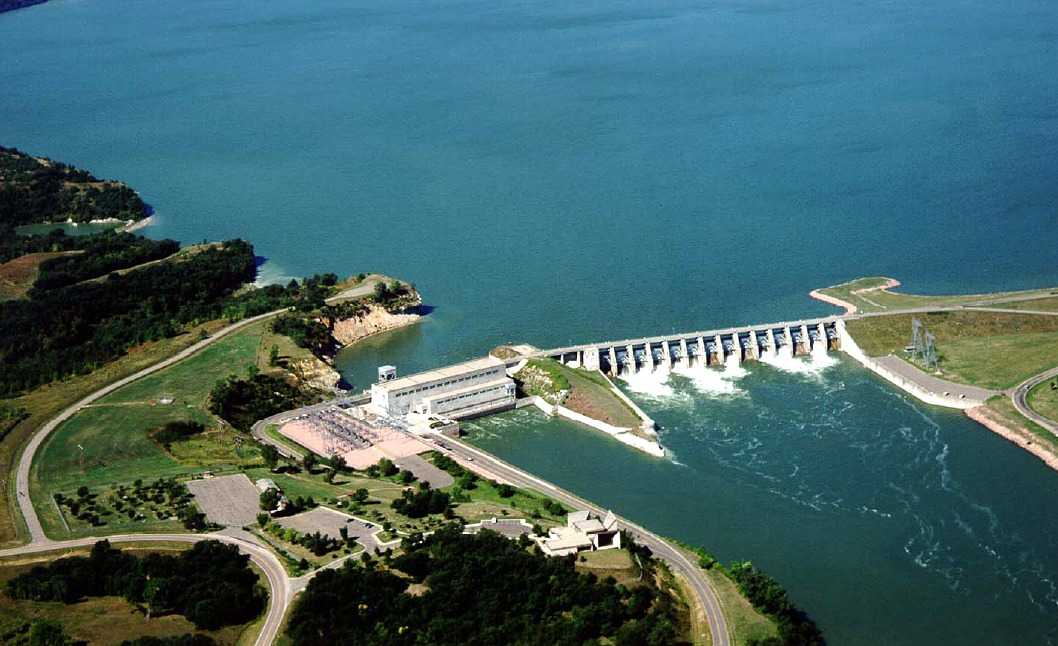
Gavins Point Dam mit dem Lewis and Clark Lake in der Nähe von Yankton, South Dakota, nahe der Yankton Reservation und der Santee Sioux Reservation

Das Pick-Sloan Missouri Basin Program, auch Missouri River Basin Project, war ein großangelegtes Staudammprojekt der Regierung der Vereinigten Staaten entlang des Missouri River in den Great Plains ab den 1940er Jahren.

## Geschichte
Nach den Dürrekatastrophen der 1930er Jahre in der „Dust Bowl“ entwickelten verschiedene Wasserbehörden (water  management  agencies) sowie Colonel Lewis A. Pick für das U.S. Army Corps of Engineers und Glen Sloan für das Bureau of Reclamation konkurrierende Pläne für ein Bewässerungssystem und eine Flutkontrolle des Missouri.
Der sogenannte Pick-Plan des Army Corps enthielt drei Hauptelemente: Flutdämme über eine Länge von 1.500 Kilometern entlang des gesamten Missouri von Sioux City bis zur Mündung in den Mississippi, außerdem fünf große Staudämme und -seen am Missouri sowie 18 Staudämme an Nebenflüssen des Missouri.
Der Sloan-Plan des Bureau war umfangreicher. Er enthielt 90 Staudamm-Projekte zur Regulierung des Missouri (und seiner Nebenflüsse) und zur Stromerzeugung. Rund 19.400 Quadratkilometer (4,8 Millionen Acres) sollten durch die Baumaßnahmen bewässert werden können.
Die Pläne betrafen – aus Kostengründen – überproportional viel indianisches Gebiet. An den Vorbereitungen und Planungen wurden keine indianischen Vertreter beteiligt. Die sieben betroffenen Indianerreservate erfuhren erst nach Genehmigung der Bauprojekte von den Planungen.
Nach der Flutkatastrophe 1943 in Omaha im Bundesstaat Nebraska, wo neben der Stadt auch der kriegswichtige Flughafen überschwemmt worden war, und unter dem Druck eines Vorschlags zur Einrichtung einer neuen zuständigen Aufsichtsbehörde stellten Army Corps und Bureau am 17. Oktober 1944 gemeinsam Picks und Sloans Pläne dem House Flood Control Committee vor. Von 113 ursprünglichen Staudammprojekten aus beiden Entwürfen wurden 107 zum Pick-Sloan-Plan zusammengefasst und vom Komitee befürwortet.
Der US-Kongress verabschiedete am 22. Dezember 1944 ein Flutkontrollgesetz (Flood Control Act), mit dem die Staudammpläne rechtswirksam wurden. Franklin D. Roosevelt genehmigte $200 Millionen für das Projekt, welches nun offiziell Missouri River Basin Development Program genannt wurde. Es umfasste 107 Stauseen, die 1,6 Gigawatt Strom erzeugen und rund 19.400 Quadratkilometer (4,8 Millionen Acres) Land entlang des Missouri in Montana, North Dakota und South Dakota bewässern sollten, sowie 1.500 Kilometer Flussdeiche. Ziel des Programms war außerdem die Bändigung des Flusses zur Kontrolle von Überschwemmungen, zur Schiffbarmachung des Flusses sowie zur Förderung der Fischereiindustrie. Das House Flood Control Committee beauftragte das Army Corps of Engineers mit dem Bau von fünf Staudämmen des Pick-Sloan-Plans. Ein weiteres Bauprojekt wurde vom Bureau of Reclamation geleitet.
Mit dem Reclamation Project Authorization Act wurde 1972 eine weitere Staudamm-Bauphase des Pick-Sloan-Programms genehmigt.

### Staudämme und -seen
Zwischen 1946 und 1966 wurden entlang des Missouri sechs neue Staudämme im Rahmen des Pick-Sloan-Projektes gebaut, von denen einige zu den größten der Welt zählen:
- ab 1947 der Canyon Ferry Dam (Stausee: Canyon Ferry Lake) in Montana, in Betrieb seit 1954, Bauleitung: Büro für Landgewinnung (Bureau of Reclamation)[4]
- ab 1946 der Garrison Dam (Stausee Lake Sakakawea) in North Dakota, in Betrieb seit 1955, Bauleitung: US Army Corps of Engineers (USACE)[5]
- ab 1948 der Oahe-Staudamm (Lake Oahe) nahe Pierre in South Dakota, in Betrieb seit 1962, Bauleitung: USACE[5]
- ab 1959 der Big Bend Dam (Stausee Lake Sharpe) bei Lower Brule in South Dakota, in Betrieb seit 1964, Bauleitung: USACE[5]
- ab 1946 die Fort-Randall-Talsperre (Lake Francis Case) in South Dakota, in Betrieb seit 1953, Bauleitung: USACE[5]
- ab 1952 der Gavins Point Dam (Stausee Lewis and Clark Lake) nahe Yankton, in Betrieb seit 1955, Bauleitung: USACE[5]

In einer zweiten Phase des Pick-Sloan-Programms von 1976 bis 1994 baute das Bureau of Reclamation nach Genehmigung durch den Reclamation Project Authorization Act vom 20. Oktober 1972 sechs Staudämme am North Loup und Middle Loup in Nebraska im Einzugsgebiet des Missouri River:
- Davis Creek Dam mit dem Stausee Davis Creek Reservoir
- Virginia Smith Dam mit dem Stausee Calamus Lake (früher: Calamus Dam und Reservoir) am Calamus River
- Kent Diversion Dam
- Sherman Dam mit dem Stausee Sherman Reservoir
- Milburn Diversion Dam
- Arcadia Diversion Dam

Außerhalb des Pick-Sloan-Projektes gebaute Missouri-Staudämme sind (Reihenfolge flussabwärts): der Toston Dam (1940), die Hauser-Talsperre (1907), der Holter Dam (1908), Black Eagle Dam (1927), Rainbow Dam (1912), Cochrane Dam (1958), Ryan Dam (1915), Morony Dam (1930) und der Fort-Peck-Staudamm (1940), alle im Bundesstaat Montana.

### Auswirkungen auf Indianerreservate
Für die sieben angrenzenden Indianerreservate waren die fünf vom Army Corps in North und South Dakota gebauten Staudämme der ersten Pick-Sloan-Bauphase eine Katastrophe: Etwa 550 Quadratmeilen Land mit fruchtbarem Boden, Wäldern und angestammten Siedlungen wurden ohne angemessene Entschädigung enteignet und überflutet. Viele Siedlungen der Indianer mussten verlegt werden. Bis heute sind die Auswirkungen des Bauprojekts zu spüren. Die Indianer mussten ihre Friedhöfe verlegen, verloren kulturelle Stätten ebenso wie ihre wirtschaftliche Grundlage. Anstelle ihrer bisherigen Subsistenzwirtschaft waren sie jetzt zu Geldwirtschaft gezwungen und oft von Sozialleistungen der Bundesregierung abhängig. Durch die Zwangsumzüge wurden Dorfstrukturen gestört. Im Gegensatz zu betroffenen weißen Siedlern wurden ihre Verluste nur mit unzureichenden Entschädigungen kompensiert. Kein anderes Bauprojekt in Amerika hat indianischem Land soviel Schaden zugefügt wie das Pick-Sloan-Projekt.
Von Überflutungen ihrer Stammesgebiete betroffen waren:
- die Fort Berthold Reservation in North Dakota durch den Lake Sakakawea (Garrison Dam),
- in South Dakota die Standing Rock Reservation und die Cheyenne River Reservation durch den Oahe Lake (Oahe Dam),
- die Lower Brule Reservation und die Crow Creek Reservation durch den Lake Sharpe (Big Bend Dam),
- die Yankton Reservation durch den Lake Francis Case (Fort Randall Dam) und
- in Nebraska die Santee Sioux Reservation durch den Lewis and Clark Lake (Gavins Point Dam).

Erst ab Ende der 1990er Jahre beschloss der Kongress weitere Entschädigungen an betroffene Stämme zu zahlen.
Die jüngsten Proteste nahe der Standing Rock Reservation gegen die Dakota Access Pipeline werden in historischem Zusammenhang mit dem Pick-Sloan-Projekt gesehen.